# Lev Rubinstein
Pour les articles homonymes, voir Rubinstein.
Lev Semionovitch Rubinstein (en russe : Лeв Семёнович Рубинштейн, translittération ISO 9 : Lev Semënovič Rubinštejn) est un poète et essayiste soviétique puis russe né le 19 février 1947 à Moscou (république socialiste fédérative soviétique de Russie, URSS) où il meurt le 14 janvier 2024.

## Biographie
Dans les années 1970, Lev Rubinstein fait partie du groupe des conceptualistes.
Il remporte le prix Andreï-Biély 1999.
Politiquement, il s'oppose au gouvernement de Vladimir Poutine et participe à des manifestations de protestation.

### Mort
Lev Rubinstein est percuté le 8 janvier 2024  par un automobiliste alors qu’il traversait une rue de Moscou. Hospitalisé à l’institut Sklifosovsky dans un état gravissime, souffrant de nombreuses fractures et de traumatismes crâniens, Lev Rubinstein meurt le 14 janvier 2024 à l’âge de 76 ans,.

## Œuvres traduites en français
- Ça ou autre chose, trad. d’Hélène Henry, Paris, Aux nouvelles écritures théâtrales, 2002, 45 p. (BNF 39510822) ;
- Le Temps passe suivi de Tant qu'y a de la vie, trad. de Pierre Alferi et Hélène Henry, Asnières-sur-Oise, France, Éditions Royaumont, 1993, 94 p.  (ISBN 2-905271-52-3) ;
- Cette fois-ci, trad. d’Hélène Henry, La Rochelle, Éditions Rumeur Des Âges, 2004, 114 p. (BNF 2-84327-111-8).
- La Cartothèque, 2018, 224 p., Éditions Le Tripode  (ISBN 978-2370551542) dont la traduction en français par Hélène Henry remporte une Mention spéciale lors de la remise du Prix Russophonie 2019.